# Carl August Geijer
Carl August Geijer, född den 17 september 1839 på Hedenskog i Brattfors socken, Värmlands län, död den 10 april 1909 i Stockholm, var en svensk jurist. Han var farbror till Erik Geijer.
Geijer blev 1857 student vid Upsala universitet, där han avlade hovrättsexamen 1861 och kameralexamen samma år. Han blev extra ordinarie kanslist i Justitierevisionsexpeditionen samma år, auskultant i Svea hovrätt samma år, extra ordinarie notarie samma år, auskultant vid Stockholms rådstuvurätt samma år, vice notarie i hovrätten 1862, vice häradshövding 1865, biträde vid fiskalsexpeditionen 1866, extra ordinarie fiskal 1866, adjungerad ledamot av hovrätten första gången 1868, ordinarie fiskal där 1872, assessor 1875 och hovrättsråd 1883. Geijer beviljades avsked 1907. Han blev riddare av Nordstjärneorden 1884 och kommendör av andra klassen av samma orden 1898.